# La Bataille de Toulouse
La Bataille de Toulouse est un roman de José Cabanis publié le 7 octobre 1966 aux éditions Gallimard et ayant reçu le prix Renaudot la même année.

## Historique
Le roman est favori pour l'obtention du Grand prix du roman de l'Académie française, mais son auteur fait savoir au jury du prix qu'il préfère ne pas le recevoir afin de préserver ses chances pour le prix Goncourt. Finalement ne recevant ni l'un, ni l'autre, il obtient le dernier prix de la rentrée littéraire, le prix Renaudot.

## Résumé
Un romancier veut écrire un cycle romanesque commençant par la bataille de Toulouse de 1814. Une femme qu'il a éloigné l'obsède plus que jamais…

## Éditions
- La Bataille de Toulouse, coll. « Soleil, éditions Gallimard, 1966,  (ISBN 978-2070100897).